# Société suisse de construction de locomotives et de machines

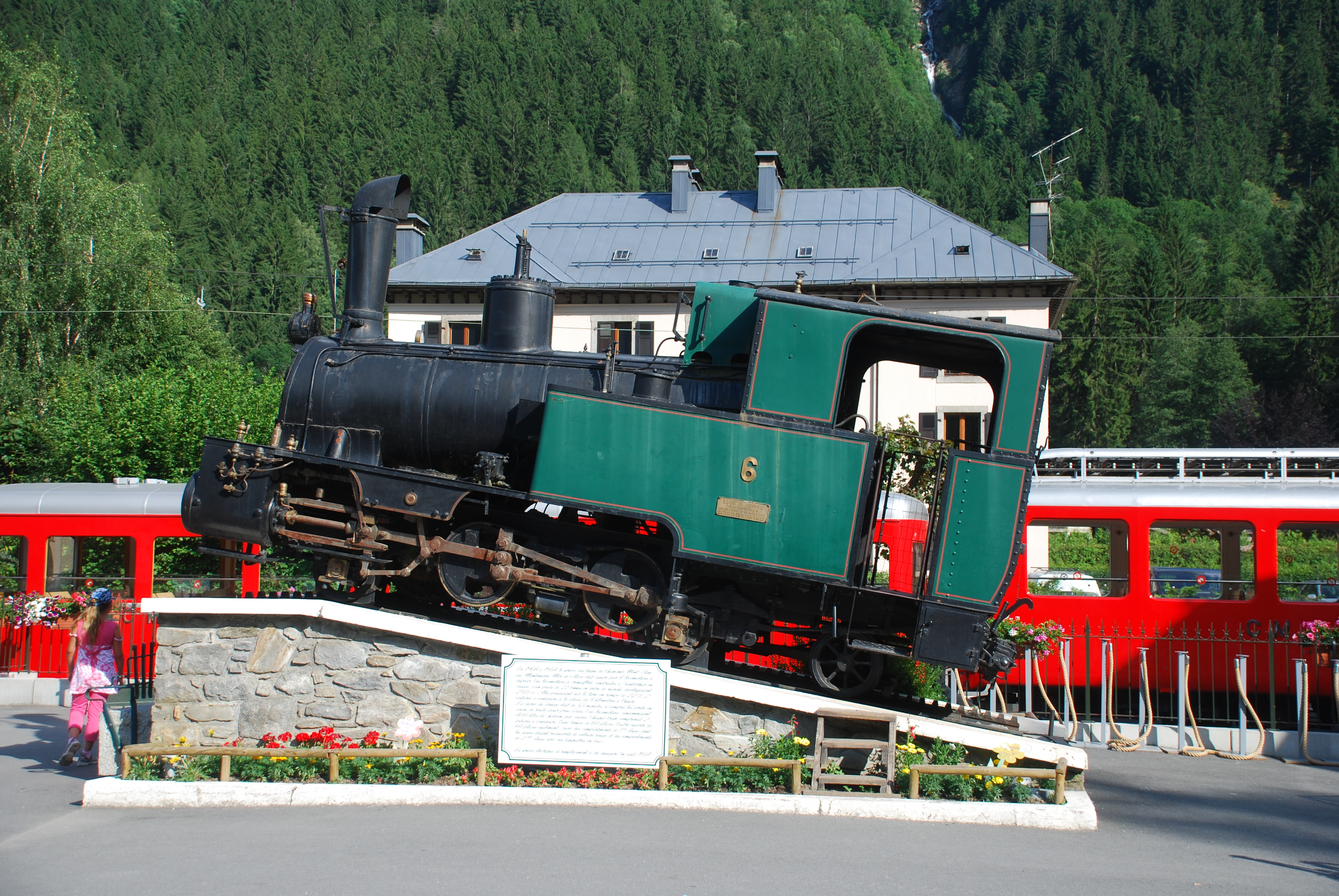
Locomotive à crémaillère du Montenvers construite par la SLM Winterthur. Exposée à Chamonix-Mont-Blanc.

La Société suisse de construction de locomotives et de machines (SLM), en allemand : Schweizerische Lokomotiv- und Maschinenfabrik, était une société suisse pour la construction de locomotives, créée à Winterthour en 1871. Sa production est constituée surtout de locomotives à crémaillère (à vapeur et électriques), spécialement étudiées pour les chemins de fer de montagne.

## Histoire
L'ingénieur anglais Charles Brown (1827-1905) fonde en octobre 1871 la Société suisse pour la construction de locomotives à Winterthour. Elle construit, entre autres, des locomotives à crémaillère.
En 1877, elle livre la première locomotive pour réseau de tramway à Genève.

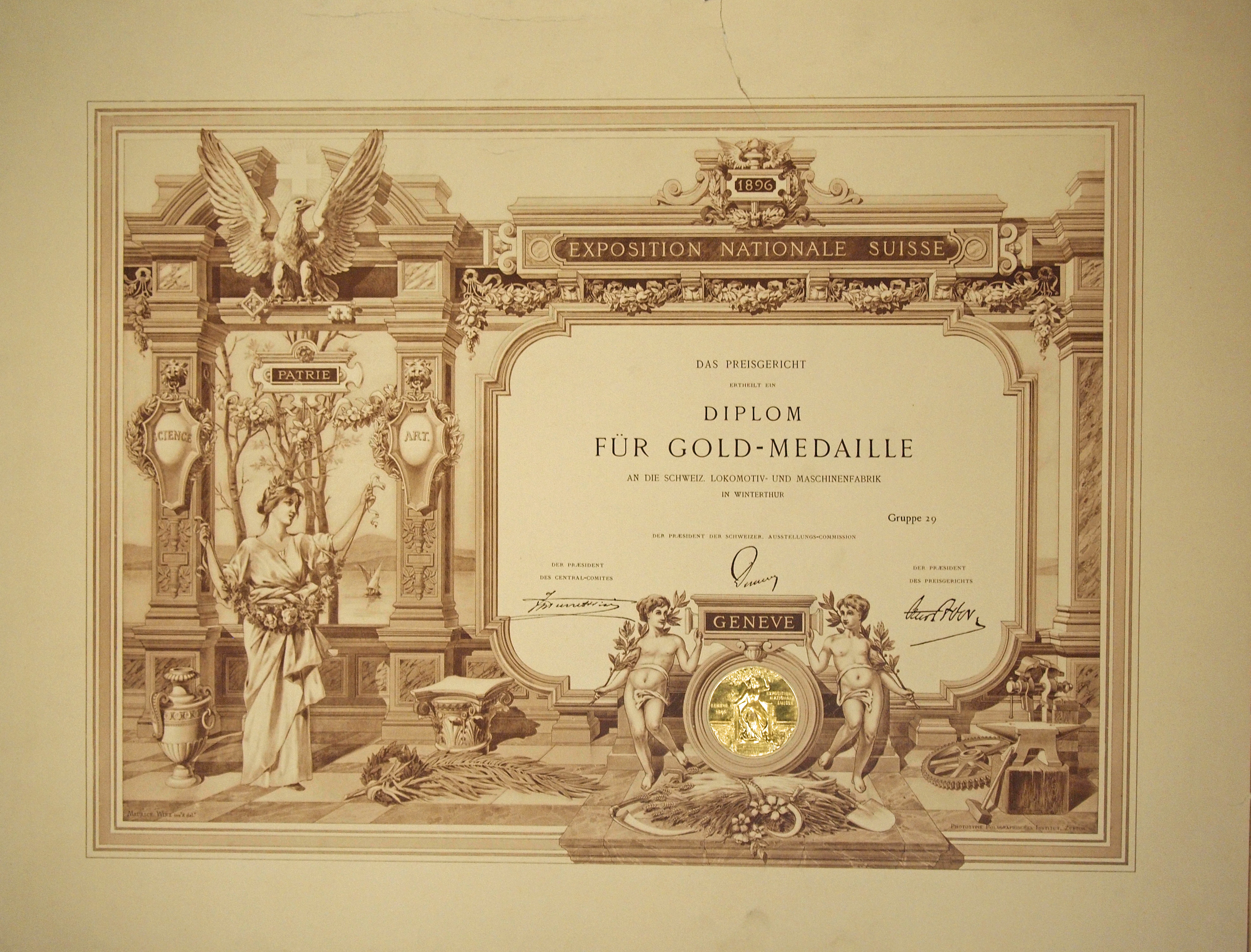
Médaille d’or en 1896.

L’entreprise reçoit une médaille d’or à l’Exposition nationale de 1896 à Genève.
En 1919 Tracteur Winterthur 
En 1961, Sulzer prend une participation majoritaire dans SLM.
En 1996, la société rachète le secteur des véhicules sur rails de la société Robert Aebi SA.
En 1998, la raison sociale a été changée en Winpro AG. La construction de bogies a été vendue à Stadler, et l'ingénierie à ABB. L'effectif a été ramené à 350 personnes, après avoir culminé à plus de 3000 dans les années 1920.
En 2000, l'activité de construction de locomotives à vapeur est revendue à Dampflokomotiv- und Maschinenfabrik DLM AG.
En 2001, trois dirigeants de Sulzer ont repris l'ancienne entreprise SLM, par Managment Buyout, appelée Winpro.
En 2005, Winpro AG a finalement été achetée en totalité par Stadler Rail. La raison sociale sera changée en 2006 en Stadler Winterthur AG.

## Production

### Locomotives pour chemins de fer à crémaillère

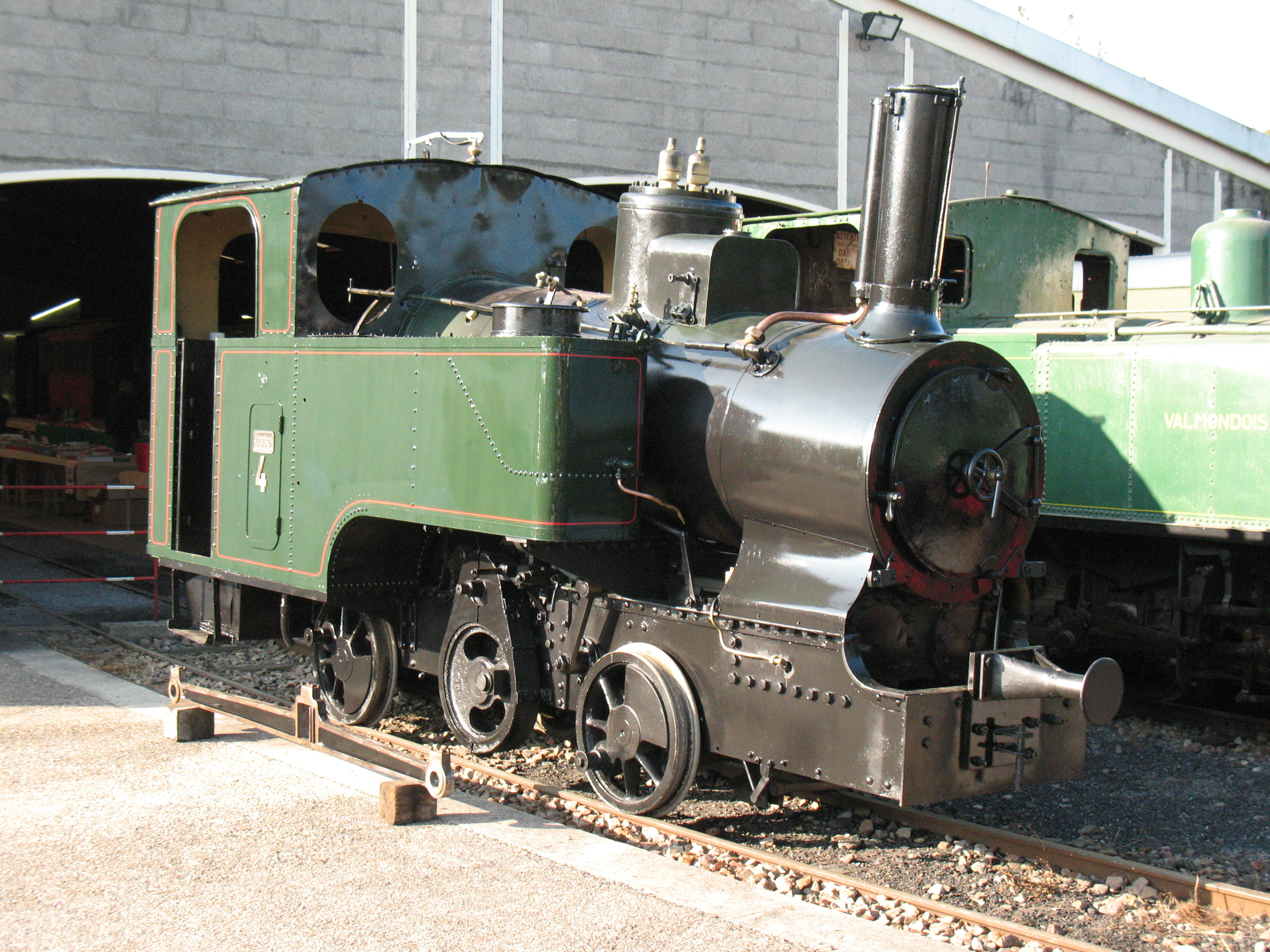
Locomotive à vapeur n°4 du tramway du Mont Blanc

La firme a livré de nombreux types de locomotives à crémaillère pour les chemins de fer de montagne suisses mais aussi du monde entier. Ces locomotives sont à vapeur ou électriques.
- Suisse
  - Chemin de fer Aigle-Leysin
  - Chemin de fer de l'Oberland bernois
  - Brienz Rothorn Bahn
  - Brig-Visp-Zermatt Bahn
  - Dolderbahn
  - Furka-Oberalp
  - Ligne sommitale de la Furka
  - Chemin de fer du Gornergrat, plus haut chemin de fer à ciel ouvert d'Europe
  - Chemin de fer de la Jungfrau, plus haut chemin de fer d'Europe
  - Ligne M2 du métro de Lausanne
  - Chemin de fer Loèche–Loèche-les-Bains
  - Chemin de fer Monte Generoso
  - Chemin de fer Montreux-Glion-Rochers de Naye
  - Rigi Bahnen
  - Schynige Platte-Bahn
  - Chemins de fer électriques veveysans
- Espagne
  - Chemin de fer à crémaillère de Núria
  - Chemin de fer de Montserra
- États-Unis
  - Manitou and Pike's Peak Railway
- France
  - Chemin de fer du Mont-Revard
  - Chemin de fer de Lyon Saint-Jean à Saint-Just
  - Chemin de fer de la Schlucht
  - Chemin de fer de la Rhune
  - Chemin de fer Luchon-Superbagnères
  - Tramway du Mont-Blanc
  - Chemin de fer du Montenvers
  - Métro de Lyon, ligne C
- Inde
  - Chemin de fer des Nilgiri Hills
- Viêt Nam
  - Ligne de Dalat à Thap Cham

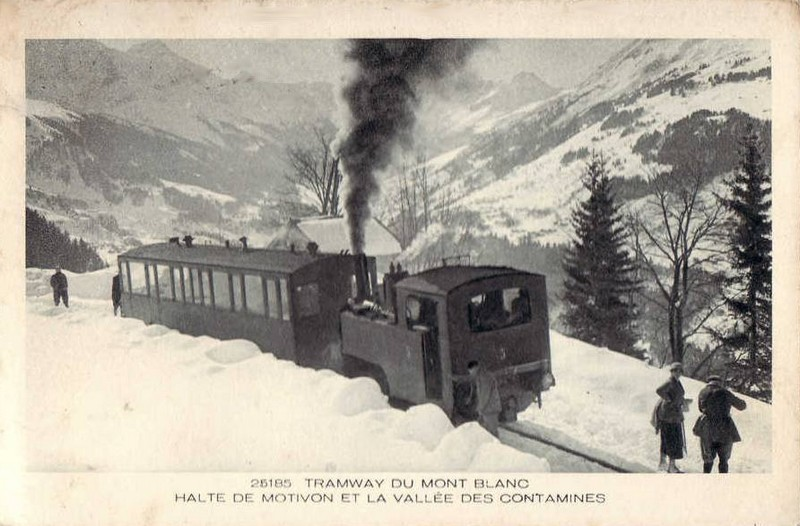
Locomotive du tramway du Mont Blanc SLM (1891/1909)
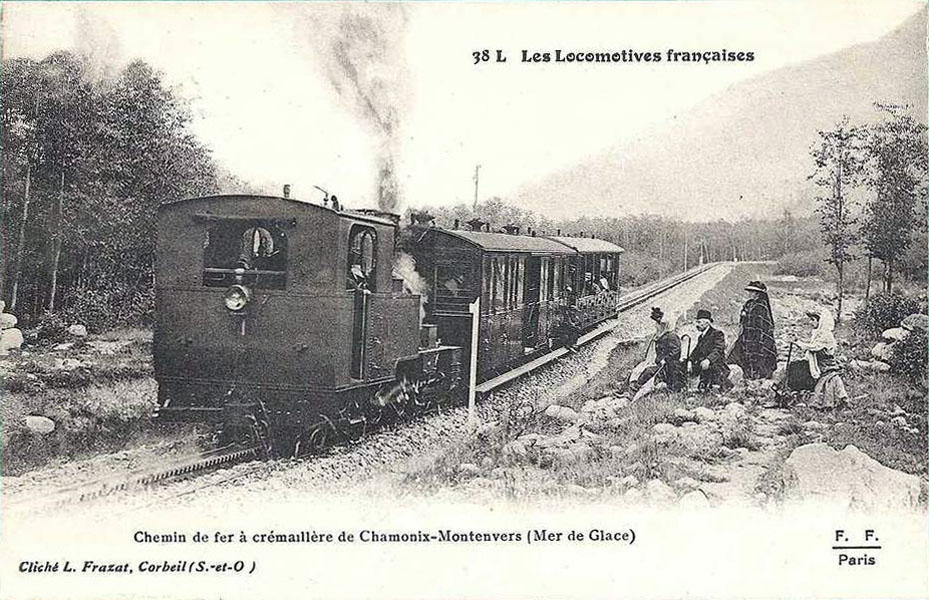
Locomotive du Chemin de fer à crémaillère de Chamonix au Montenvers
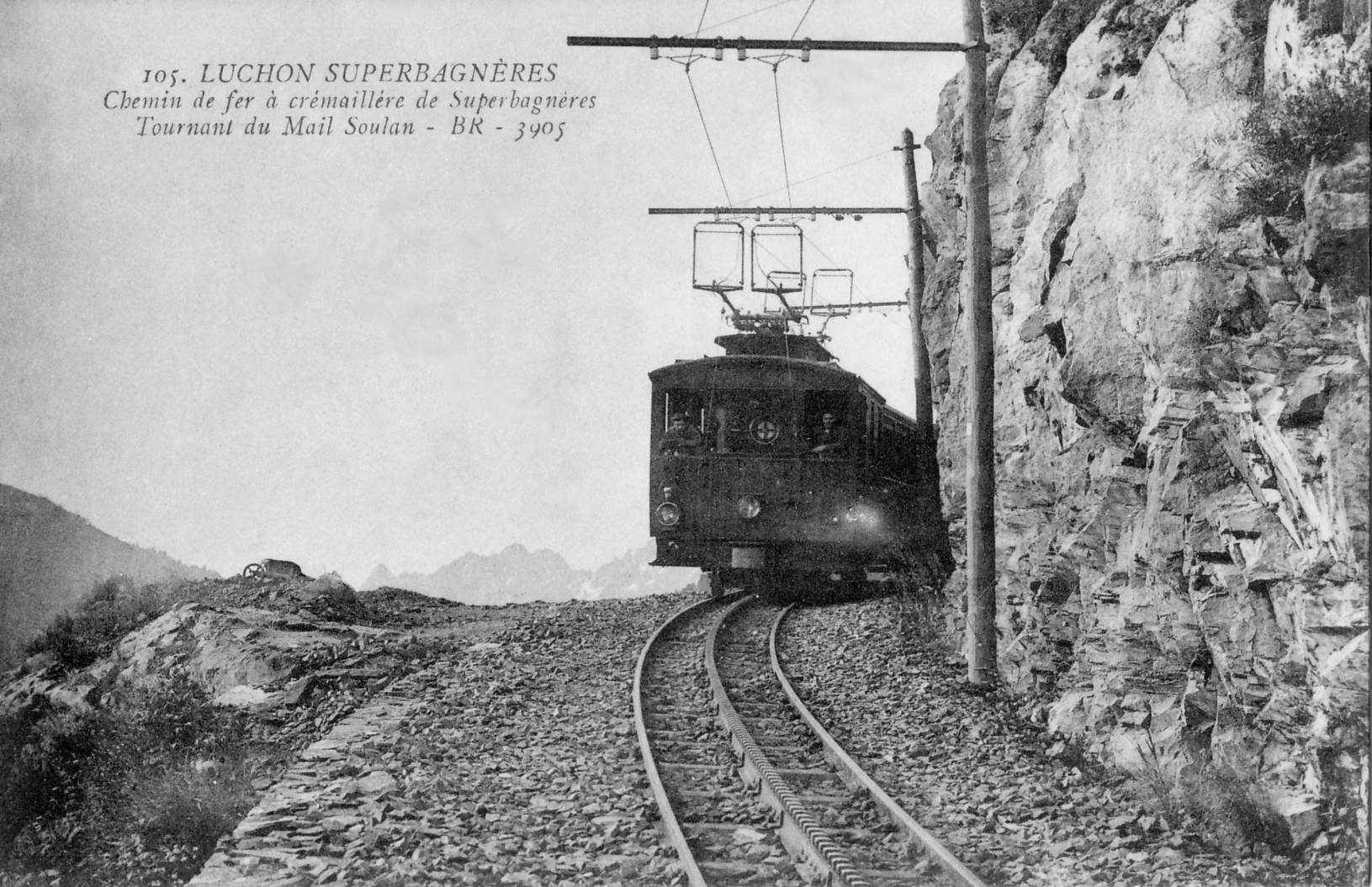
locomotive du chemin de fer de Superbagnères
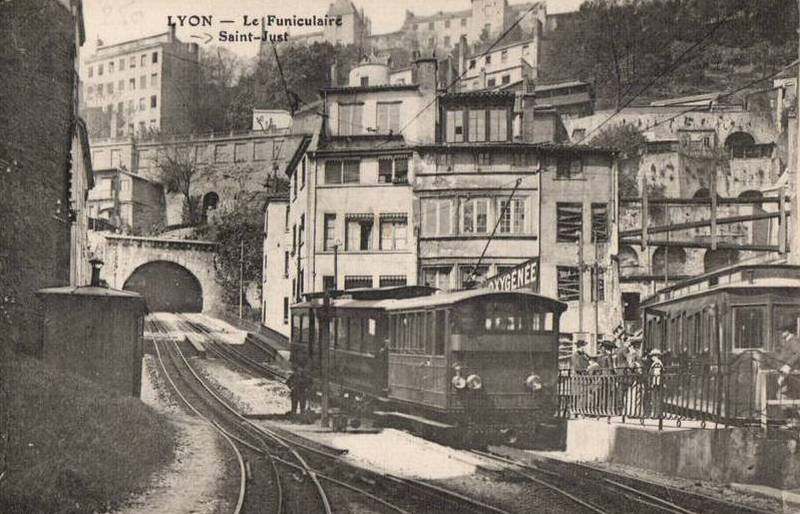
locomotive du chemin de fer Lyon Saint Jean - Saint Just
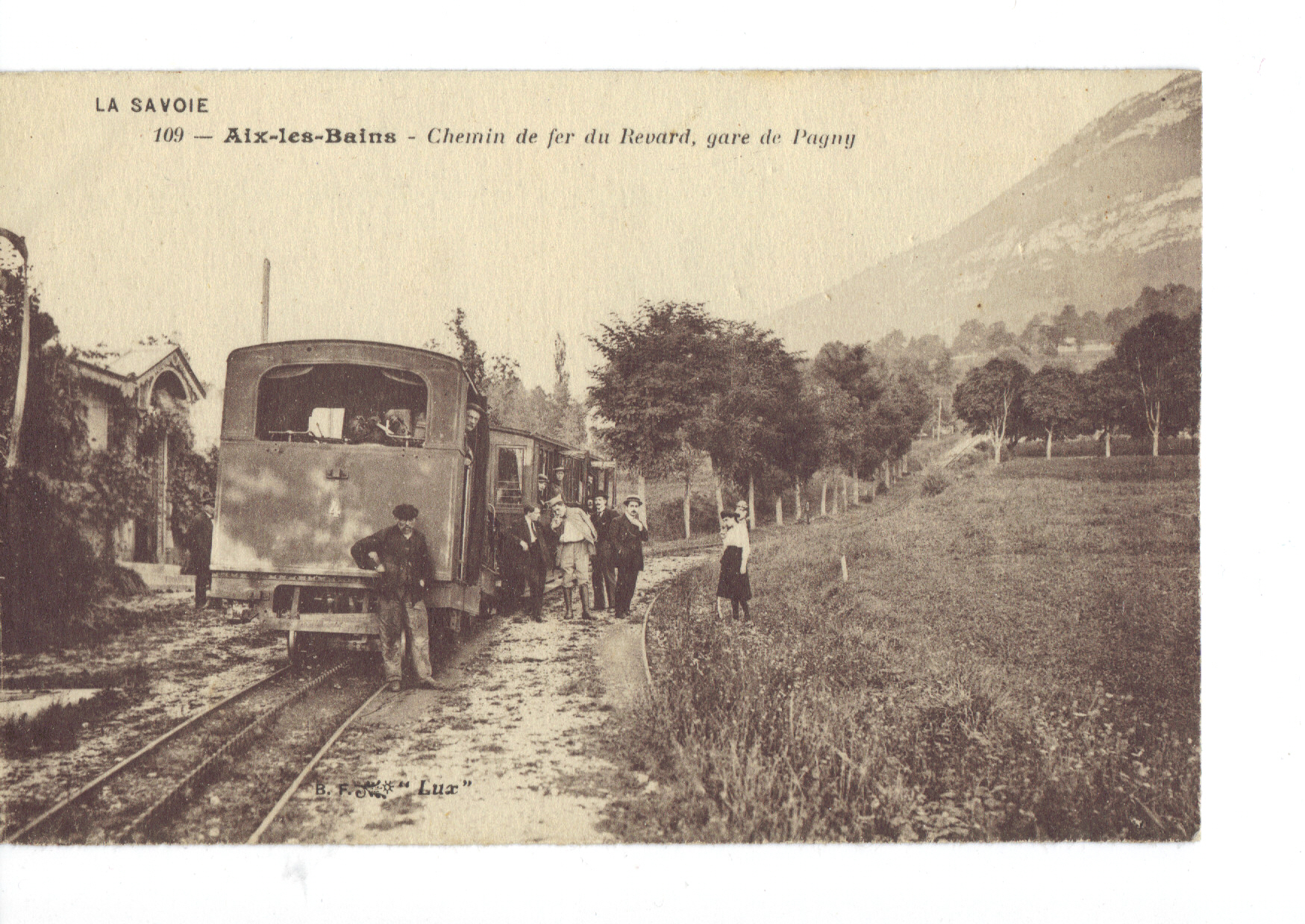
locomotive du chemin de fer du Mont-Revard
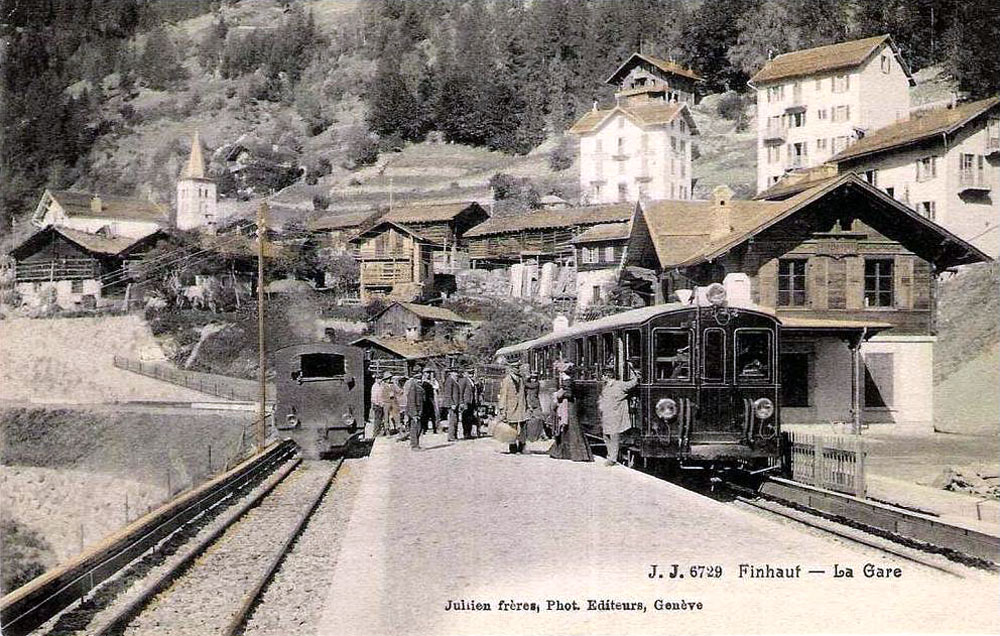
Locomotive du chemin de fer Martigny - Le Chatelard
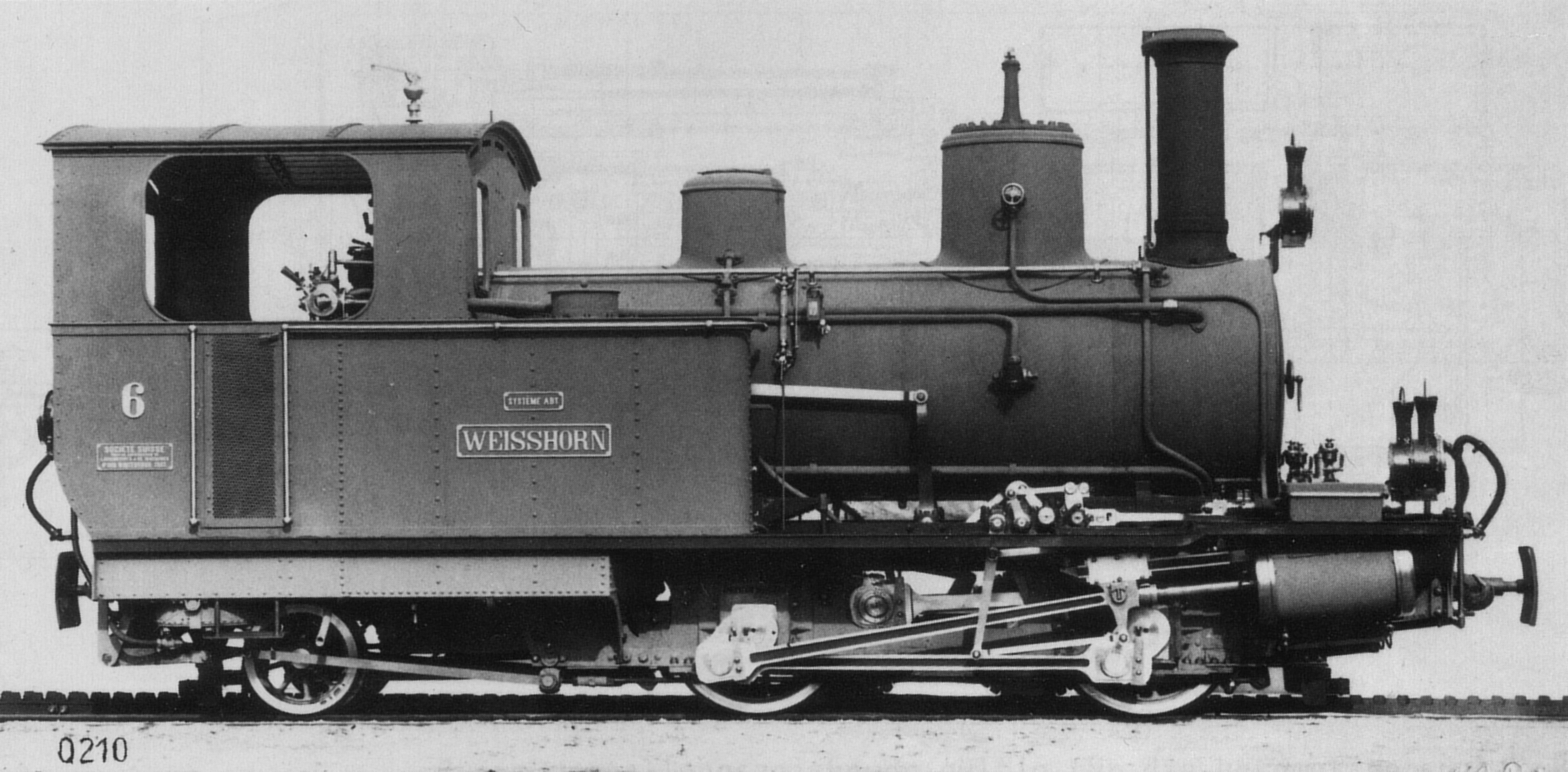
Locomotive du chemin de fer Brigue-Viège-Zermatt
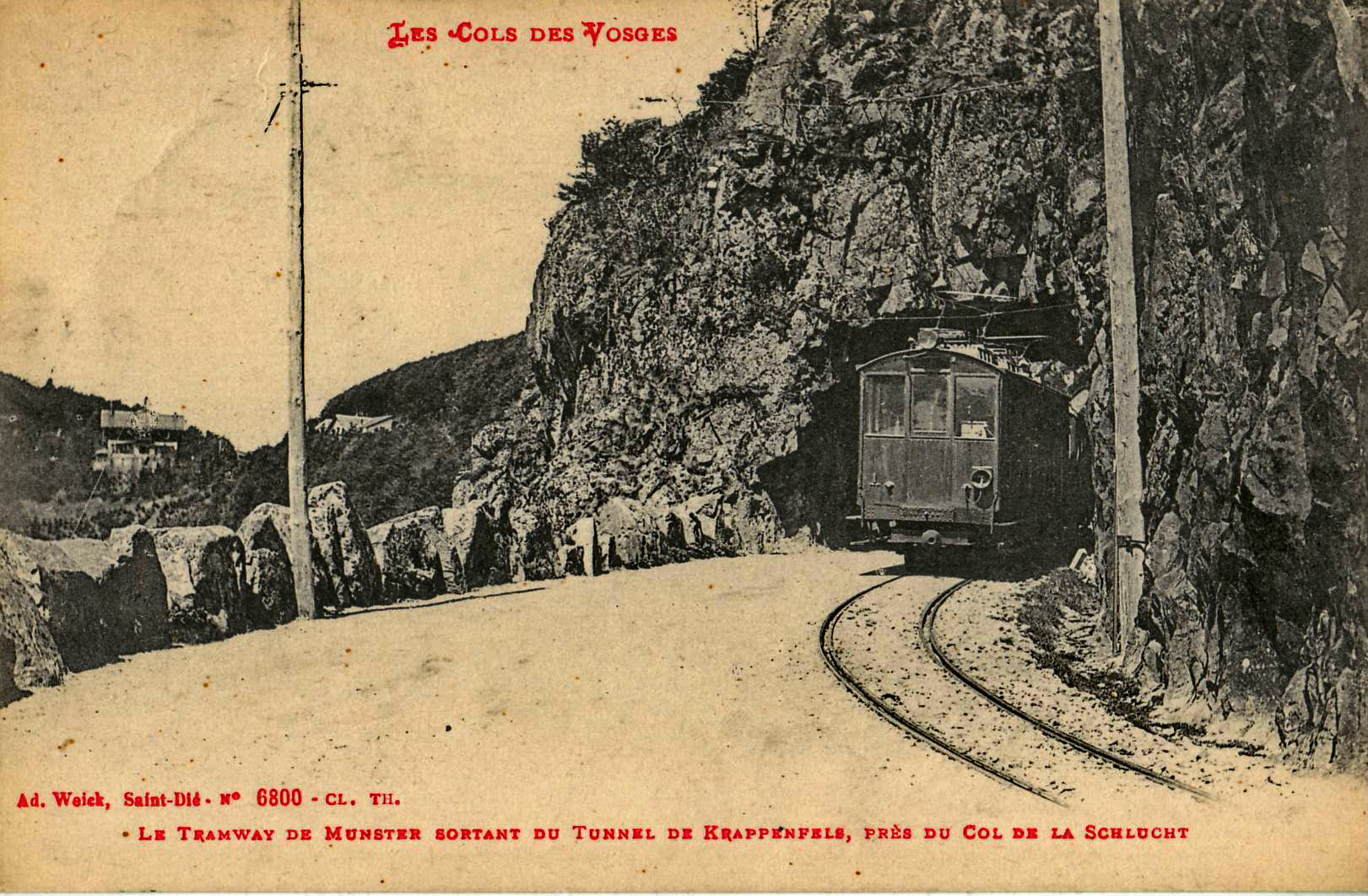
Chemin de fer de Munster à la Schlucht

### Locomotives à vapeur pour tramways
SLM Winterthur a livré des locomotives de tramways à vapeur, aux réseaux suivants (liste non-exhaustive) :
- Tramway de Genève, 1877
- Tramway de Bâle
- Tramway de Berne
- Tramway de Saint-Étienne
- Tramway de Cherbourg
- Tramway de Strasbourg[7]
- Tramway de Marseille
- Compagnie du Tramway de Lyon à Neuville et extensions
- Tramways nord de Paris[8]
- Réseau des chemins de fer secondaires luxembourgeois (ligne de Luxembourg à Remich et ligne de Cruchten à Larochette)

La plupart de ces locomotives sont de type 020 ou 030, avec deux postes de conduite et sont munies d'une distribution système Brown. Les dernières rouleront en France dans les années 1930, pour le service des voyageurs sur les lignes Lyon - Fontaines - Neuville (Rhône) et Gex - Ferney-Voltaire (Ain)[réf. nécessaire].

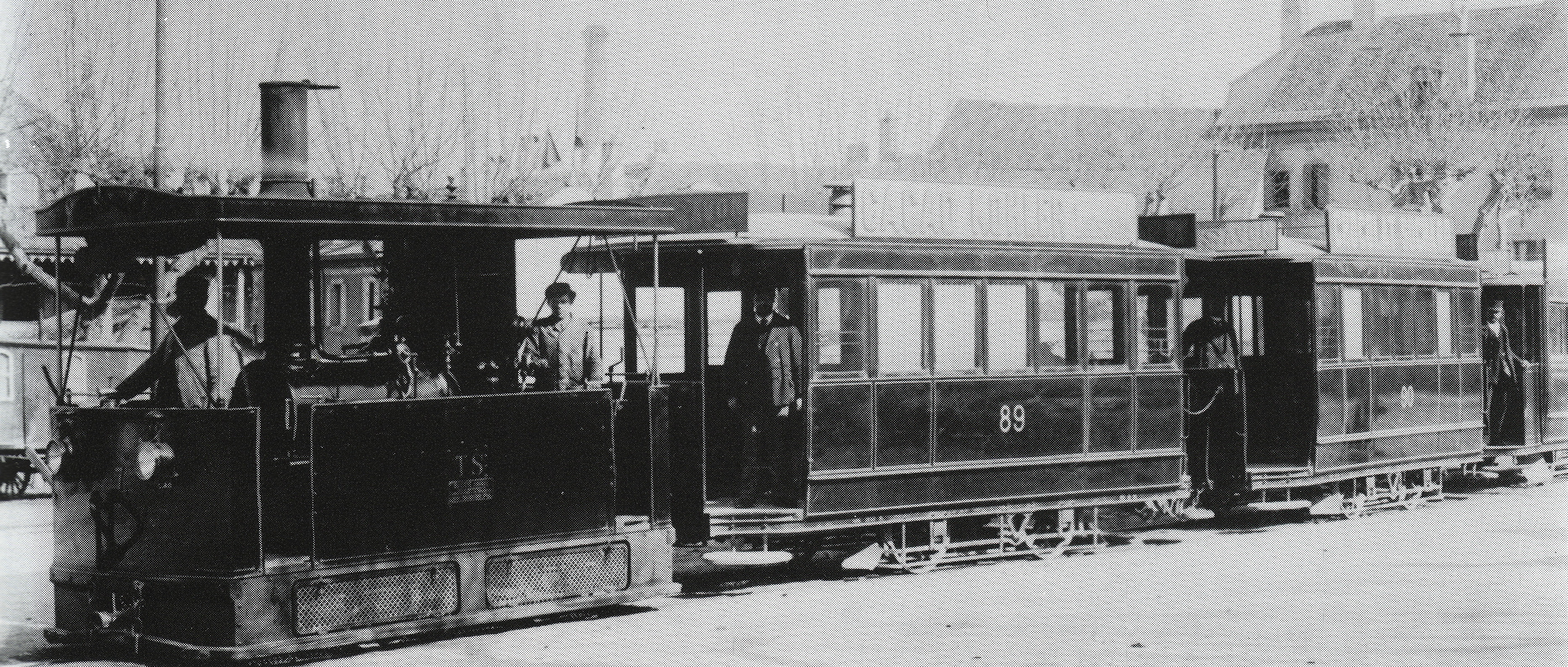
Locomotive 030T de la compagnie générale des tramways suisses à Genève
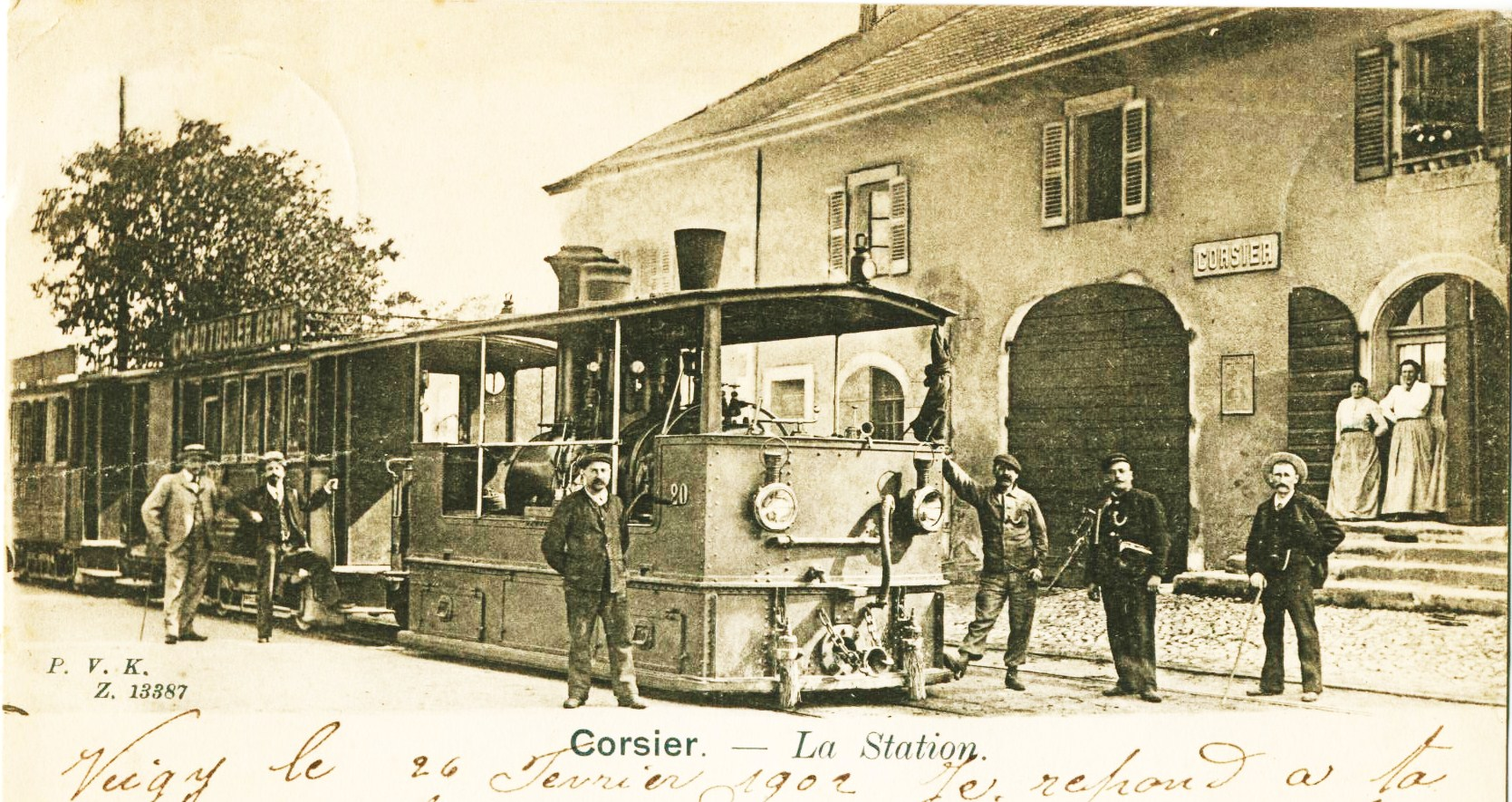
Locomotive 030T de la Société genevoise des chemins de fer à voie étroite (VE).
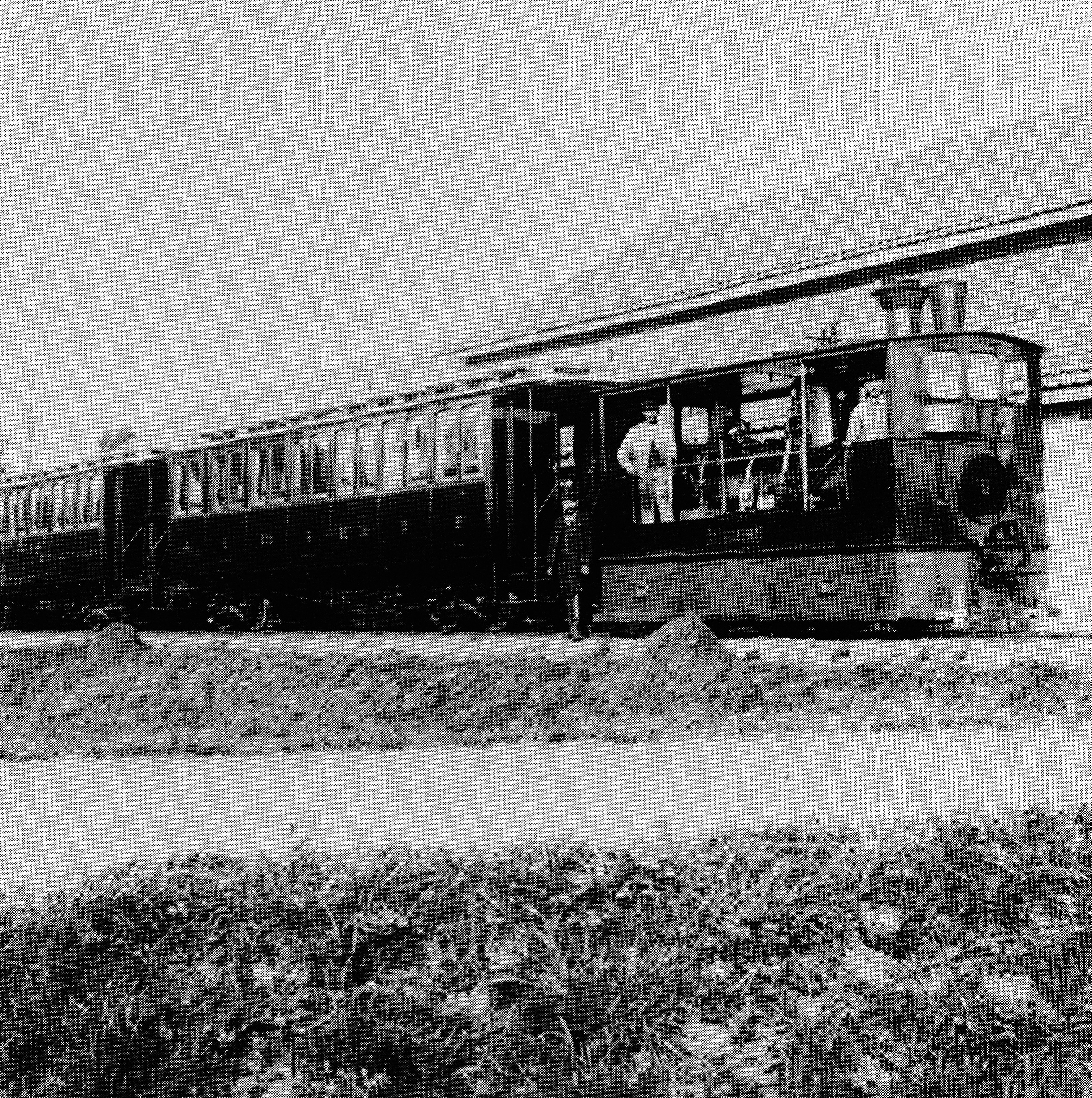
Locomotive du Birsigtalbahn.
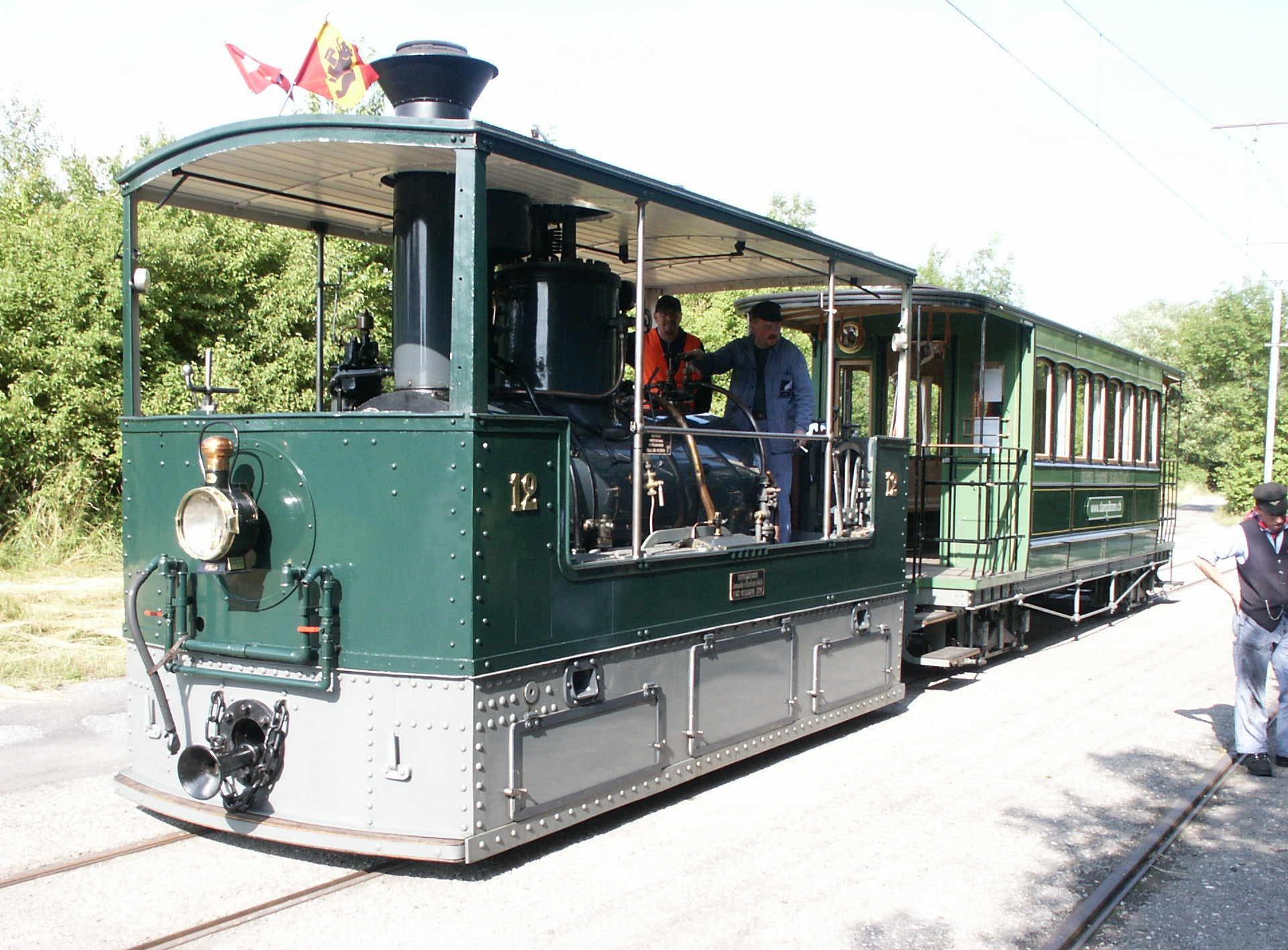
Locomotive à vapeur bicabine type 030 SLM préservée à Berne
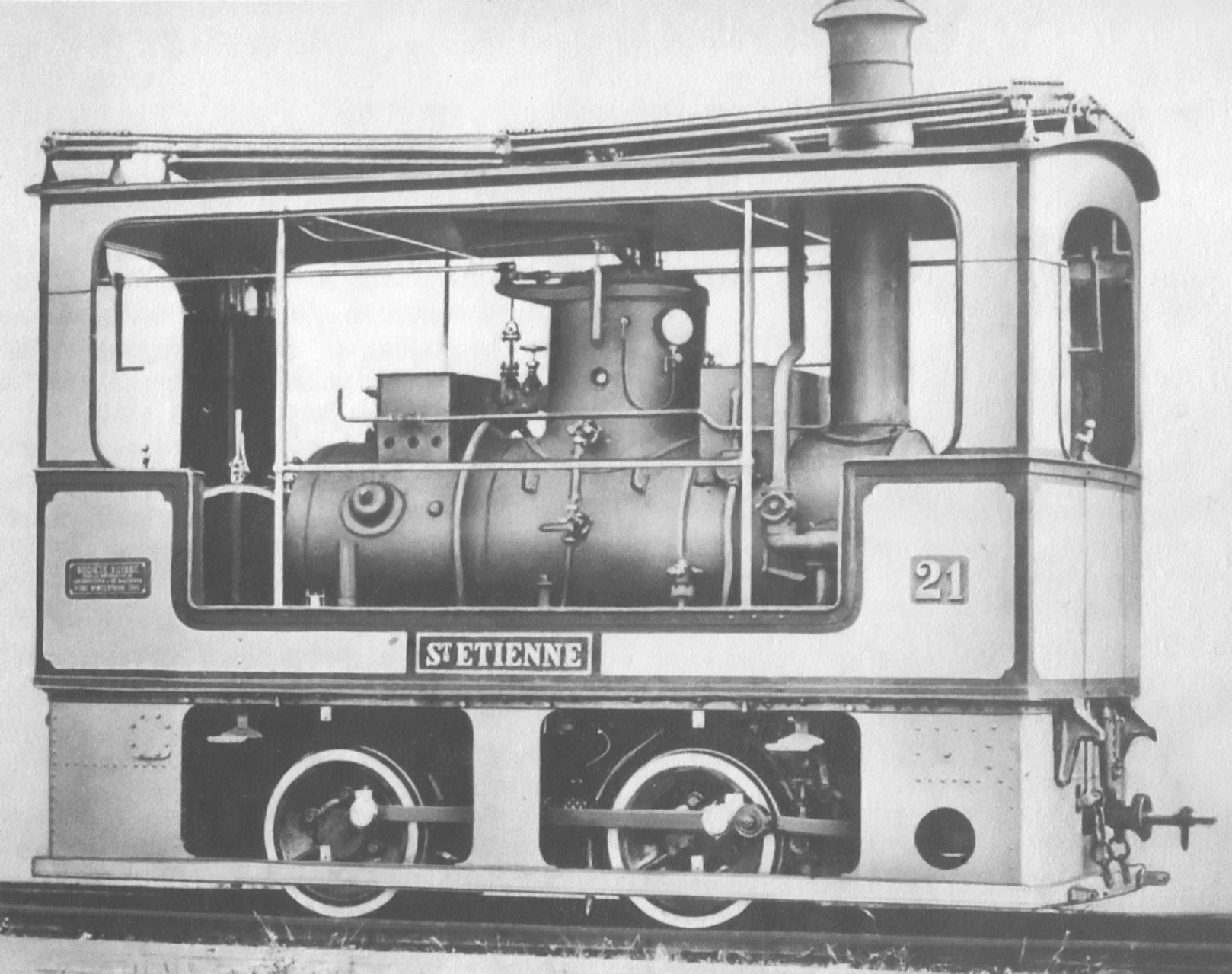
Locomotive type 020 du tramway de Saint-Étienne.
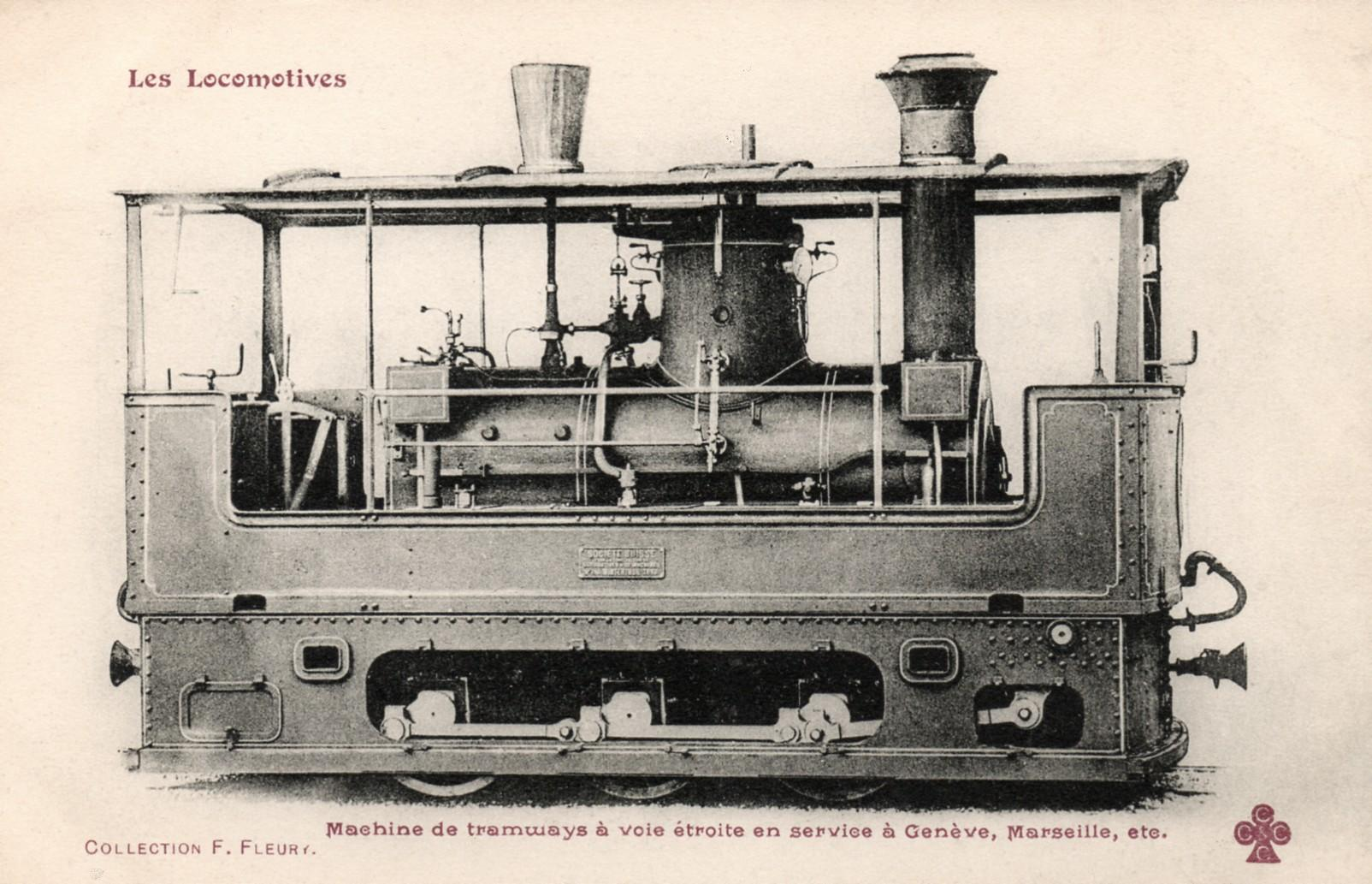
Locomotive à vapeur bicabine type 030 SLM.
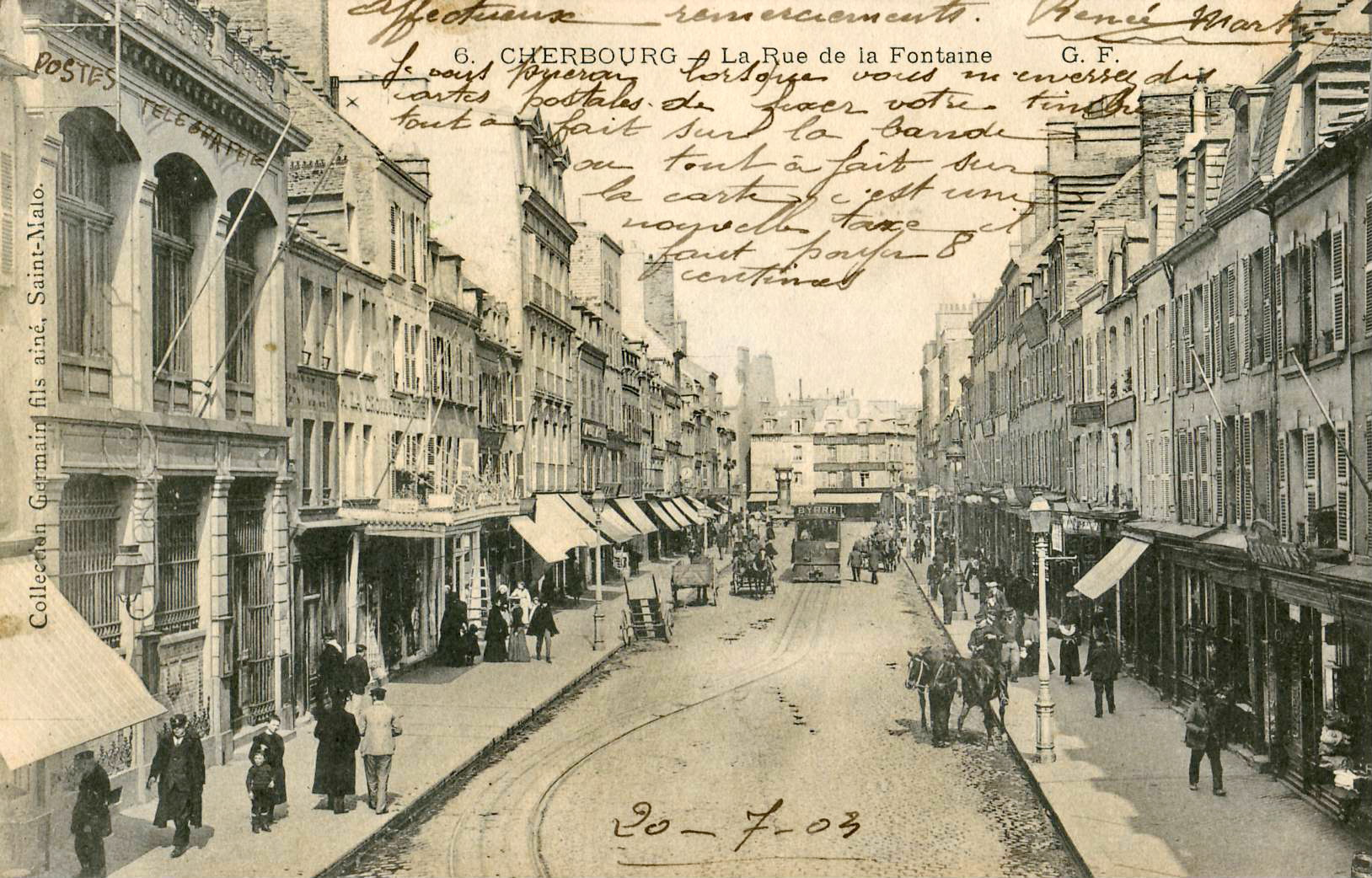
Tramway à vapeur à Cherbourg
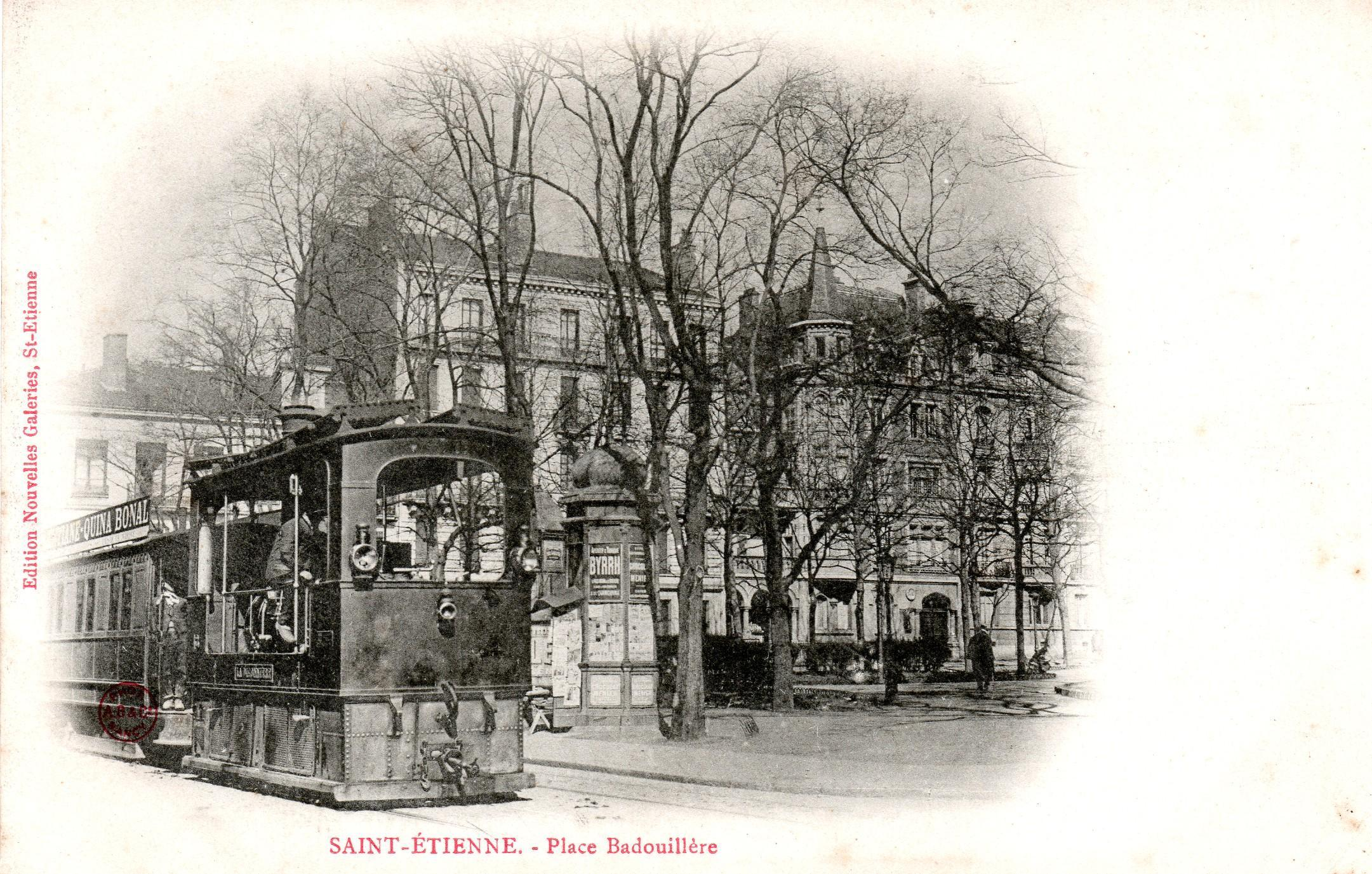
locomotive type 020 à Saint-Étienne.
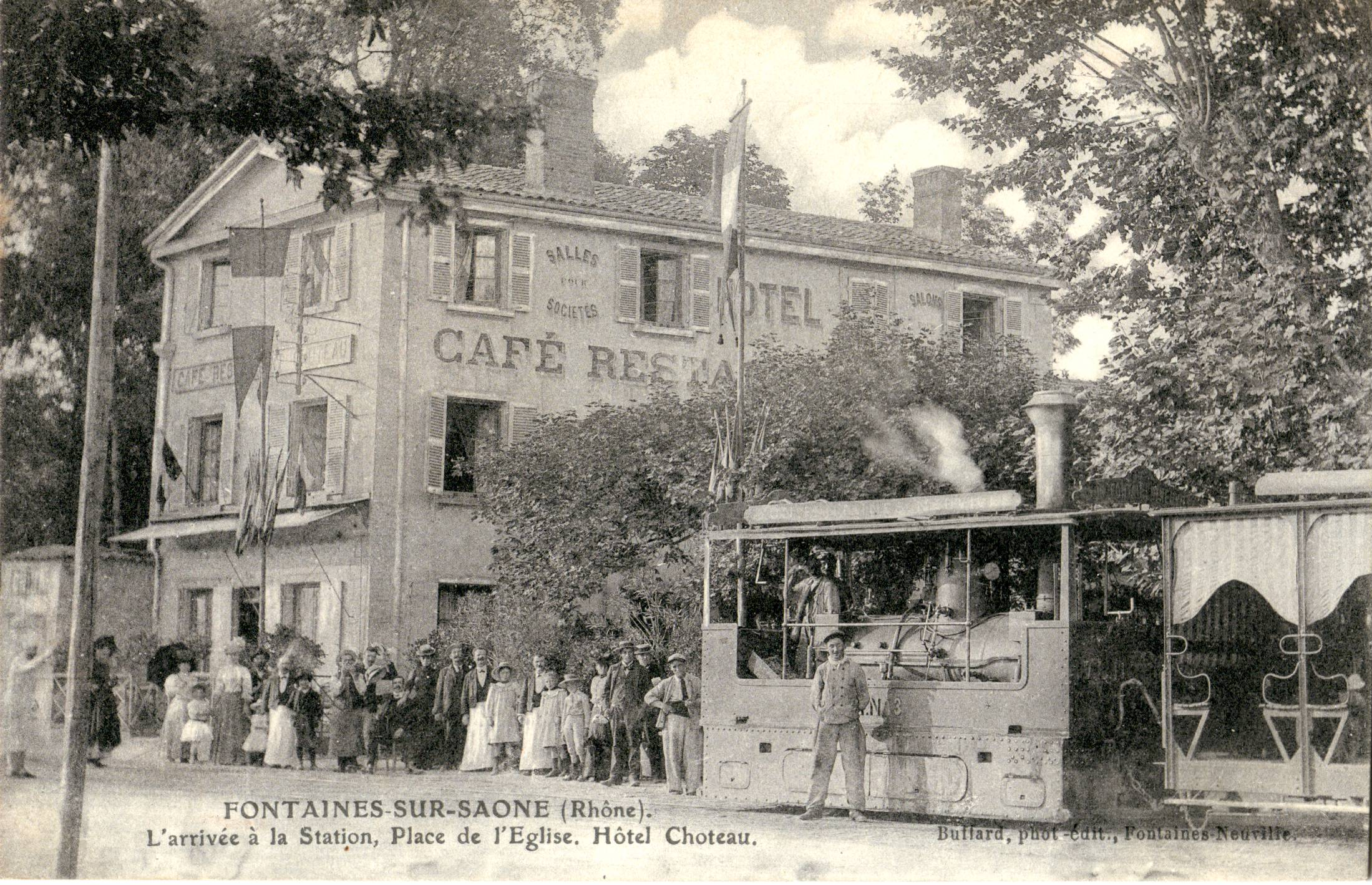
Locomotive 030T de la Compagnie du Tramway de Lyon à Neuville et extensions.
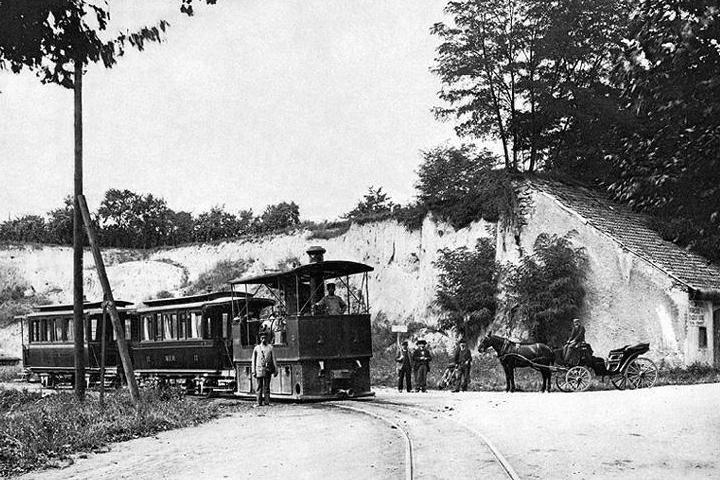
Tramway de Mulhouse-Ensisheim-Wittenheim.

### Locomotives pour les chemins de fer Suisses

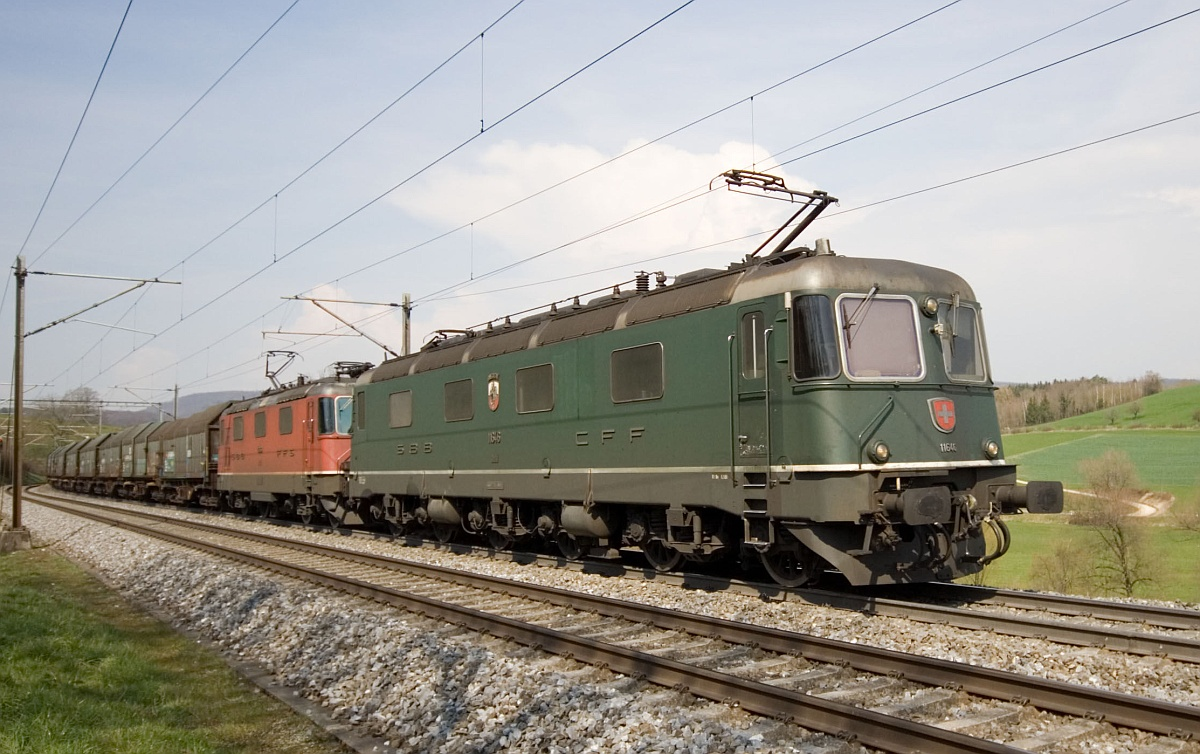
Re 6/6 et Re 4/4 II sont des produits de SLM

Très vite le principal client de la SLM est le réseau de chemin de fer de la Suisse, avec ses nombreuses compagnies. Les Chemins de fer fédéraux (CFF) ont passé commande de nombreux modèles, parmi lesquels :
- A 3/5 (1902)
- CFF C 5/6 (1913)
- RhB Ge 2/4 (1913)
- Ae 4/7 (1927)
- Re 4/4 I (1946)
- Ae 6/6 (1952)
- Re 4/4 II (1964)
- Re 4/4 III (1971)
- Re 6/6 (1972)
- Re 4/4 IV (1982)
- Re 450 (1989)
- Re 460 et Re 465 BLS (1992)